# MESS
MESS (Multiple Emulator Super System) è un emulatore multipiattaforma basato sul codice del MAME, in grado di emulare diverse console di gioco e personal computer.
Il suo scopo primario è quello di preservare il funzionamento dei sistemi emulati, evitando che il tempo e la veloce obsolescenza degli apparati elettronici facciano scomparire e dimenticare decenni di storia informatica e videoludica.
Dal 27 maggio 2015, MESS è stato integrato in MAME e quindi non esiste più come software a sé stante.
MESS emula portatili, console, personal computer e calcolatrici. Il progetto è focalizzato sull'accuratezza e la portabilità e quindi spesso non è il più veloce emulatore per un particolare sistema. Comunque, la sua accuratezza lo rende utile per lo sviluppo di giochi homebrew, per esempio per l'Atari 7800.
La versione 0.159 del MESS (2015) supporta 1002 sistemi unici che diventano 2114 se consideriamo anche le differenti versioni di un medesimo sistema e tale numero è in continua crescita. Tuttavia, non tutti i sistemi presenti in MESS sono funzionanti: 934 di questi sono segnalati come "non funzionanti" (not working).

## Licenza del MESS
Il MESS è distribuito sotto la stessa licenza del MAME. Mentre il MESS è disponibile gratuitamente, incluso il codice sorgente,  non è software open source o free software perché l'utilizzo commerciale e la redistribuzione sono proibite.  Più nel dettaglio, la sua licenza non soddisfa le condizioni della Open Source Definition, né è "free software" secondo la definizione del Free Software Foundation.
In particolare, MESS può essere redistribuito sotto forma di sorgente o binario, modificato o non-modificato sotto le seguenti condizioni: "Redistributions may not be sold, nor may they be used in a commercial product or activity." che possiamo tradurre come: "Le redistribuzioni non possono essere vendute e non possono essere usate in attività o prodotti commerciali"  Inoltre la redistribuzione di versioni modificate (derivative works) devono includere in modo completo tutto il relativo codice sorgente (come nel copyleft). 

## Difficoltà nell'utilizzo dell'emulazione del MESS
Generalmente l'emulazione include unicamente la parte hardware come per esempio CPU e RAM, e specifici DSP come i generatori di toni audio o degli sprite video. Comunque gli emulatori non includono nessun codice del programma memorizzato negli integrati ROM presenti nel computer emulato dal momento che questo è software coperto da copyright. Questo rende la maggior parte delle emulazioni presenti in MESS generalmente non utilizzabili perfino se l'utente possiede il sistema originario ed ha creato una immagine disco per l'emulazione.
Non c'è nessun mezzo legale per ottenere i dati memorizzati nell'hardware delle ROM da quasi tutti i produttori dei sistemi emulati, dato che le ROM sono vendute integrate dentro il completo sistema emulato. Non è certo previsto che l'utente rimuova questi chip dal computer.
Ricavare personalmente i dati direttamente dalle ROM dell'hardware emulato può essere estremamente difficile, tecnico e costoso. Questo è dovuto al fatto che è solitamente richiesto di dissaldare i chip dei circuiti integrati dal circuito stampato del dispositivo di cui si è in possesso. L'integrato dissaldato deve poi essere inserito in un costoso lettore di integrati connesso alla porta seriale di un altro computer. Tale lettore deve avere la mappatura del socket in cui inserire i piedini dell'integrato, specificatamente progettati per sovrapporsi alla forma del package del chip in questione, in modo da eseguire il dump dei dati contenuti nella memoria ROM in un file di dati.
Poiché un chip saldato è solitamente molto più semplice da rimuovere che da reinstallare (specialmente per i chip estremamente piccoli di tipo surface mount technology), dopo che la ROM è stata rimossa per la lettura, il dispositivo emulato in questione può risultare definitivamente distrutto senza possibilità di poterlo aggiustare.